# Santiago Pi i Sunyer
Santiago Pi i Sunyer (Barcelona, Barcelonès, 1893 - 1981) fou un metge i polític català, fill de Jaume Pi i Sunyer i germà d'August Pi i Sunyer i Maria Pi i Sunyer.
Es doctorà en medicina el 1915. El 1934 guanyà el Premi Garí, atorgat per la Reial Acadèmia de Medicina de Barcelona, amb un treball que també presentà a Boston. Fou professor auxiliar de fisiologia a la Universitat de Barcelona el 1921-1922, i el 1923 catedràtic a la Universitat de Saragossa. Col·laborà amb el seu germà August Pi i Sunyer en les investigacions desenvolupades per Ramón Turró i Darder al Laboratori Municipal de Barcelona. Publicà alguns articles a Revista de Catalunya i La Publicitat.
El 1933 fou nomenat vicepresident de la comissió permanent del Consell d'Instrucció Pública de la Segona República Espanyola, presidit per Miguel de Unamuno, i més tard fou nomenat sotssecretari del ministeri d'Instrucció Pública, càrrec des del qual contribuí a agilitzar el traspàs dels serveis d'ensenyament a la Generalitat de Catalunya. Simpatitzant de Manuel Azaña, el 1934 fou membre fundador del partit polític Izquierda Republicana, en el que es fusionaren Acción Republicana i el Partido Radical Socialista. Durant la Guerra civil espanyola ocupà la càtedra de patologia general i fisiologia patològica a la Universitat de Barcelona.
Es va exiliar el 1939 a França, on hi va residir fins al 1941. El 1940 formà part a títol personal del Consell Nacional de Catalunya creat a França per Lluís Companys i Jover. El 1941 s'instal·là a Bolívia, on fou catedràtic de fisiologia a la Universidad de San Simón de Cochabamba fins al 1951, quan es traslladà a Panamà, on també treballà a la seva Universitat.
El 1962 tornà a Catalunya, on el 1957 havia estat escollit membre de l'Institut d'Estudis Catalans, i fou professor de fisiologia a la Universidad Autònoma de Madrid el 1969-1970.

## Obres
- El hombre y su obra vistos cien años después (1951)
- Bases fisiopatológicas de los análisis clínicos (1950)
- Bioquímica (1956)
- Fisiología humana(1962) amb August Pi i Sunyer
- Prácticas de fisiología: métodos físicos y químicos, d'Emil Abderhalden (traducció)